# Station Les Mais
Station Les Mais is een spoorweghalte in de Franse gemeente Callac. Zij wordt bediend door treinen van het netwerk TER Bretagne op het traject Guingamp - Carhaix.